# Orquestra Sinfônica da Rádio de Berlim
A Orquestra Sinfônica da Rádio de Berlim é uma orquestra baseada em Berlim, Alemanha. Na Alemanha, a orquestra apresenta concertos no Konzerthaus Berlin e no Berliner Philharmonie. A orquestra também apresenta-se em outras cidades alemãs como Halle, Essen, Weisbaden, Aschaffenburg, Oldenburg.

## História
A orquestra foi fundada em 1923 como uma rádio orquestra, sendo a rádio orquestra mais antiga ainda em atividade da Alemanha. Bruno Seidler-Winkler foi o primeiro maestro chefe da orquestra, entre 1926 e 1932. Durante seus anos iniciais, a orquestra consolidou sua reputação como ótima intérprete de obras contemporâneas. Compositores que foram maestros convidados da orquestra são: Paul Hindemith, Arthur Honegger, Darius Milhaud, Sergei Prokofiev, Richard Strauss, Arnold Schoenberg, Igor Stravinsky, Krzysztof Penderecki, Walter Schartner e Udo Zimmermann.
Desde 2002 o maestro da orquestra é Marek Janowski, tendo um contrato vitalício com a orquestra.

## Maestros
- Bruno Seidler-Winkler (1926–1932)
- Eugen Jochum (1932–1934)
- Sergiu Celibidache (1945–1946)
- Hermann Abendroth (1953–1956)
- Rolf Kleinert (1959–1973)
- Heinz Rögner (1973–1993)
- Rafael Frühbeck de Burgos (1994–2000)
- Marek Janowski (2002–presente)